# Napoli Basket Vomero
Napoli Basket Vomero is een professionele dames basketbalclub uit Napels, Italië die uitkomt in de Lega Basket Serie A.

## Geschiedenis
Napoli Basket Vomero is opgericht in 1986. Ze werden één keer landskampioen van Italië in 2007. In 2008 werden ze tweede. Ze wonnen de Italiaanse beker A2 twee keer in 2002 en 2003. Ook wonnen ze de Italiaanse supercup één keer in 2007. In 2005 won het team de EuroCup Women. Ze wonnen in de finale van Fenerbahçe uit Turkije met 53-45. Aan het einde van het seizoen 2010/11 degradeerde de ploeg naar de Serie A2.

## Erelijst
- Landskampioen Italië: 1
  - Winnaar: 2007
  - Tweede: 2008

- Bekerwinnaar Italië:
  - Runner-up: 2005, 2007

- Bekerwinnaar Italië A2: 2
  - Winnaar: 2002, 2003

- Supercupwinnaar Italië: 1
  - Winnaar: 2007

- EuroCup Women: 1
  - Winnaar: 2005

## Bekende (oud)-spelers
- Nicole Antibe
- Marlous Nieuwveen
- Francesca Zara

## Bekende (oud)-coaches
- Mirco Diamanti (2002-2004)
- Roberto Ricchini (2004-2006)
- Nino Molino (2006-2008)
- Fabio Fossati (2008-2009)

## Sponsornamen
- 19??-2008: Phard Napoli
- 2008-heden: Napoli Basket Vomero